# Hardin (Missouri)
Hardin és una població dels Estats Units a l'estat de Missouri. Segons el cens del 2000 tenia 614 habitants.

## Demografia
Segons el cens del 2000, Hardin tenia 614 habitants, 247 habitatges, i 170 famílies. La densitat de població era de 382,4 habitants per km².
Dels 247 habitatges en un 34,4% hi vivien nens de menys de 18 anys, en un 56,7% hi vivien parelles casades, en un 7,7% dones solteres, i en un 30,8% no eren unitats familiars. En el 27,5% dels habitatges hi vivien persones soles el 17,8% de les quals corresponia a persones de 65 anys o més que vivien soles. El nombre mitjà de persones vivint en cada habitatge era de 2,49 i el nombre mitjà de persones que vivien en cada família era de 3,04.
Per edats la població es repartia de la següent manera: un 28,5% tenia menys de 18 anys, un 8,6% entre 18 i 24, un 28% entre 25 i 44, un 19,7% de 45 a 60 i un 15,1% 65 anys o més.
L'edat mediana era de 36 anys. Per cada 100 dones de 18 o més anys hi havia 96 homes.
La renda mediana per habitatge era de 35.000 $ i la renda mediana per família de 40.729 $. Els homes tenien una renda mediana de 30.809 $ mentre que les dones 17.500 $. La renda per capita de la població era de 14.676 $. Entorn del 7,9% de les famílies i el 6,1% de la població estaven per davall del llindar de pobresa.

## Poblacions més properes
El següent diagrama mostra les poblacions més properes.